# Национальное управление океанических и атмосферных исследований

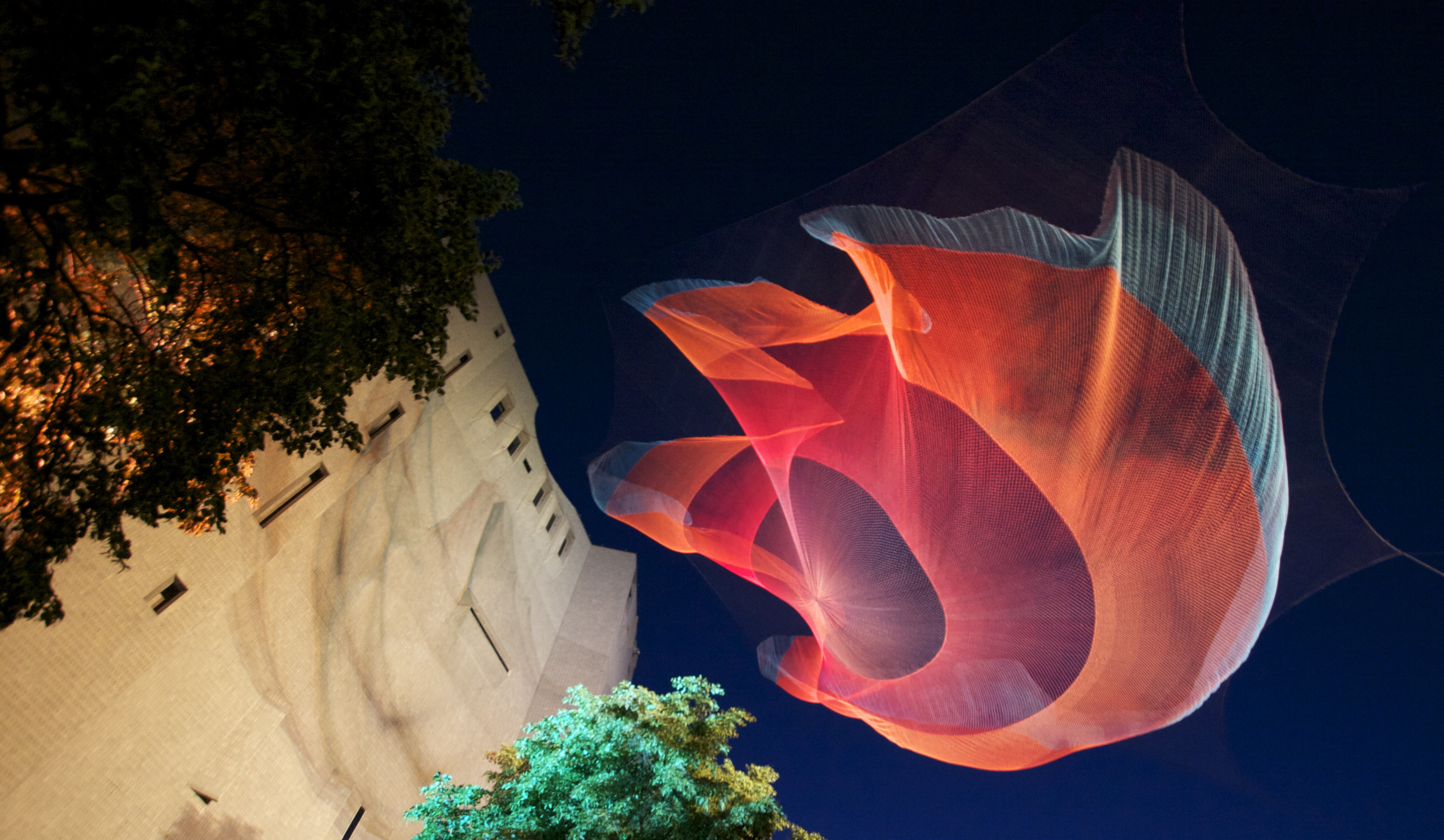
Скульптура 1.26, созданная по модели NOAA

Национальное управление океанических и атмосферных исследований (англ. National Oceanic and Atmospheric Administration, NOAA) — федеральное ведомство в структуре Министерства торговли США (англ. Department of Commerce); занимается различными видами метеорологических и геодезических исследований и прогнозов для США и их владений, изучением мирового океана и атмосферы. Предупреждает население о возможных разрушительных природных катастрофах. Создано в 1970. В его ведении находятся Национальная служба по исследованию океана (англ. National Ocean Survey) со своими исследовательскими станциями в г. Норфолке, штат Виргиния, и г. Сиэтле, штата Вашингтон, Национальная метеорологическая служба (англ. National Weather Service) и Национальная служба морского рыболовства (англ. National Marine Fisheries Service). Штаб-квартира находится в городе Роквилле, штат Мэриленд.
В августе 2011 года в Ньюпорт (Орегон) из Сиэтла была переведена база для научно-исследовательских судов NOAA.

## История
NOAA прослеживает свою историю до нескольких агентств, некоторые из которых были одними из старейших в федеральном правительстве:
- Береговая и геодезическая служба Соединенных Штатов, образованная в 1807 году.
- Национальная метеорологическая служба США, образованная в 1870 году.
- Бюро коммерческого рыболовства, образованное в 1871 году (только исследовательский флот).
- Офицерский корпус национального управления океанических и атмосферных исследований, сформированный в 1917 году.

Самым непосредственным предшественником NOAA было Управление экологических научных служб (ESSA), в которое в 1965 году были включены несколько существующих научных агентств, таких как Береговая и геодезическая служба Соединенных Штатов, Бюро погоды и Военный корпус.
NOAA была создана в рамках Министерства торговли в соответствии с Планом реорганизации № 4 и образована 3 октября 1970 года после того, как США Президент Ричард Никсон предложил создать новое агентство для удовлетворения национальной потребности в «лучшей защите жизни и имущества от стихийных бедствий… для лучшего понимания общей окружающей среды… [и] для разведки и разработки, ведущей к разумному использованию наших морских ресурсов». NOAA является частью Министерства торговли, а не Министерства внутренних дел из-за вражды между президентом Никсоном и его министром внутренних дел Уолтером Хикелем по поводу политики администрации Никсона во Вьетнаме. Никсону не понравилось письмо Хикеля, в котором он призывал Никсона прислушаться к демонстрантам Вьетнамской войны, и таким образом наказал Хикеля, не поставив NOAA в Министерство внутренних дел.
В 2007 году NOAA отпраздновала 200-летие своей службы в качестве преемника Службы береговой разведки Соединенных Штатов. В 2013 году NOAA закрыла 600 метеостанций.
NOAA была официально образована в 1970 году и в 2017 году насчитывала более 11 000 гражданских сотрудников. Его исследования и операции дополнительно поддерживаются 321 военнослужащим в форме, входящими в состав Командного корпуса NOAA.
С февраля 2019 года NOAA возглавляет Нил Джейкобс, исполняющий обязанности заместителя министра торговли по океанам и атмосфере и временный администратор NOAA. NOAA не имеет подтвержденного лидера с января 2017 года. Трамп назначил Джейкобса 11-м администратором в декабре 2019 года, через месяц после того, как его предыдущий кандидат Барри Майерс снял свою кандидатуру по состоянию здоровья.

## Назначение и функции
Конкретные роли NOAA включают в себя:
- Поставка продуктов экологической информации. NOAA предоставляет своим клиентам и партнерам информацию, касающуюся состояния мирового океана и атмосферы. Это становится очевидным благодаря выпуску метеорологических предупреждений и прогнозов через Национальную метеорологическую службу, но информационные продукты NOAA распространяются также на климат, экосистемы и торговлю.
- Предоставление услуг по охране окружающей среды. NOAA является управляющим прибрежной и морской средой США. В координации с федеральными, государственными, местными, племенными и международными властями НОАА управляет использованием этих сред, регулируя рыболовство и морские заповедники, а также защищая находящиеся под угрозой исчезновения морские виды.
- Проведение прикладных научных исследований. NOAA призвана служить источником точной и объективной научной информации в четырех конкретных областях национального и глобального значения, указанных выше: экосистемы, климат, погода и вода, а также торговля и транспорт[4].

Пять «основных видов деятельности»:
- Системы мониторинга и наблюдения Земли с приборами и сетями сбора данных.
- Понимание и описание земных систем посредством исследования и анализа этих данных.
- Оценка и прогнозирование изменений в этих системах с течением времени.
- Привлечение, консультирование и информирование общественности и партнерских организаций важной информацией.
- Управление ресурсами для улучшения общества, экономики и окружающей среды[7].